# Marco Pannella

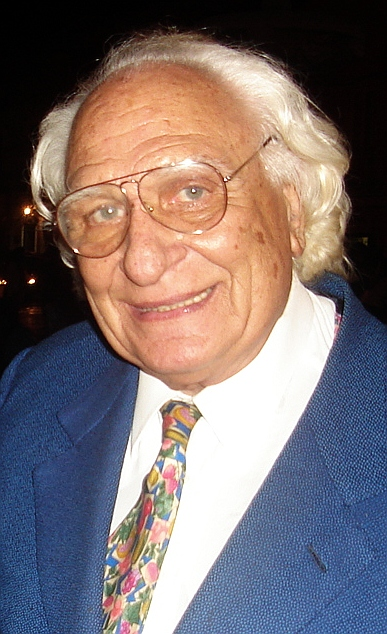
Marco Pannella, 2008

Giacinto „Marco“ Pannella (* 2. Mai 1930 in Teramo; † 19. Mai 2016 in Rom) war ein italienischer Politiker. Er war über Jahrzehnte einer der bekanntesten Vertreter der Partito Radicale bzw. der Transnationalen Radikalen Partei und der Radicali Italiani. Mit Protestaktionen, Unterschriftensammlungen sowie als Abgeordneter im italienischen Abgeordnetenhaus und im Europäischen Parlament setzte er sich u. a. für das Recht auf Kriegsdienstverweigerung, auf Scheidung und Schwangerschaftsabbruch, für die Legalisierung von Drogen und Entwicklungshilfe, gegen Welthunger, die Todesstrafe und Kernkraft ein, sowohl innerhalb Italiens als auch international.

## Leben

### Herkunft und Jugend
Pannella war der Sohn eines Ingenieurs und Bankangestellten, seine Mutter war Schweizerin mit französischen Wurzeln. Mit seinem Vornamen ehrten die Eltern seinen Großonkel Giacinto Pannella (1847–1927), einen liberal-katholischen Priester, Historiker und Bibliographen. Sein eigentlicher Rufname Marco wurde Pannella zufolge aufgrund eines Behördenfehlers nicht eingetragen. Er absolvierte ein Jurastudium in Rom und Urbino. Während des Studiums war er Mitglied der Partito Liberale Italiano (PLI), deren linkem Flügel er angehörte. Er engagierte sich bei der laizistischen Studentenbewegung Unione goliardica italiana und war zeitweilig Präsident der nationalen Studentenunion UNURI. Nach seinem Abschluss wurde er in die Anwaltsrolle eingetragen, übte den Beruf aber nur ein Jahr aus.
Pannella lebte offen bisexuell und hatte im Lauf der Jahre eine feste Lebensgefährtin sowie mehrere männliche Beziehungen. Er blieb kinderlos und war nie verheiratet.

### Außerparlamentarische Politik

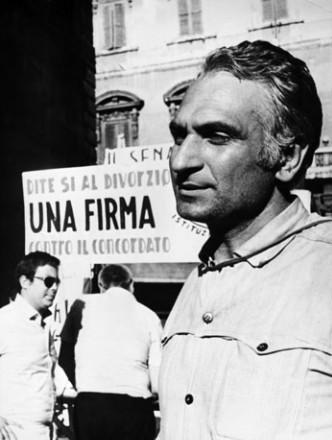
Pannella als Scheidungsrechts-Aktivist 1974

Pannella war 1955 Mitbegründer der Partito Radicale (PR) und gehörte dem Parteivorstand an. Er war 1963–67 und 1981–83 segretario (operativer Parteivorsitzender) sowie 1967–75, 1976–81 und 1986–89 presidente (protokollarischer Parteivorsitzender). Unabhängig davon wurde er stets als faktischer Anführer der Partei angesehen.
Seit den 1950er Jahren setzte er sich für das Recht auf Scheidung und für ein Abtreibungsrecht ein, womit er sich gegen die katholische Kirche stellte. Er war ein bekannter internationaler Gegner der Todesstrafe, der Atomenergie, des Militarismus und Verfechter der Kriegsdienstverweigerung. Zudem sprach er sich für die Legalisierung von Drogen und allgemein für den Abbau von Beschränkungen der persönlichen Freiheit aus, was er als Antiproibizionismo („Antiprohibitionismus“) bezeichnete. 1968 protestierte er öffentlich gegen den Einmarsch der Warschauer-Pakt-Staaten in der Tschechoslowakei und wurde dafür in Bulgarien verhaftet und ausgewiesen. Aber auch in Italien führten Pannellas provokante Äußerungen, Demonstrationen und Akte des zivilen Ungehorsams zu zahlreichen Strafverfahren. Er wurde u. a. wegen Verunglimpfung, Beleidigung oder Verleumdung angeklagt.
Nachdem 1970 die Möglichkeit geschaffen wurde, per Volksbegehren (500.000 Unterschriften) ein Referendum zu Sachthemen zu verlangen, bedienten sich die Radicali oftmals dieses Instruments. Pannella erlangte landesweite Bekanntheit als unermüdlicher Unterschriftensammler. So führten sie u. a. Volksabstimmungen zur Ehescheidung (1974), zur Liberalisierung des Schwangerschaftsabbruchs (1981) und gegen Kernenergie (1987) herbei. 1976 gründeten Pannella und seine Mitstreiter den Radiosender Radio Radicale, der zum wichtigsten Medium der radikalen Bewegung wurde und auf dem Pannella bis zu seinem Tod oft live zu hören war. Seit den 1980er Jahren wies er auf die sozialen Verwerfungen auf dem afrikanischen Kontinent hin. Er bediente sich häufig des Hungerstreiks, der längste dauerte nahezu drei Monate ab April 2011, als er auf die überfüllten Gefängnisse in Italien aufmerksam machen wollte.

### Abgeordnetentätigkeit

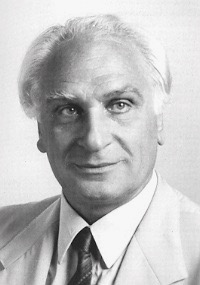
Porträt Pannellas als Abgeordneter (1992)

Die bis dahin außerparlamentarische Partito Radicale trat 1976 zu den Parlamentswahlen an und Pannella wurde in das italienische Abgeordnetenhaus gewählt. Dort war er bis 1983 Fraktionsvorsitzender der Radikalen. Pannella überzeugte 1987 die Pornodarstellerin Ilona Staller für eine Spitzenkandidatur zum italienischen Parlament. Nach einer vierjährigen Unterbrechung gehörte er der Abgeordnetenkammer erneut von 1987 bis 1994 an und war 1992–94 Vorsitzender der Fraktion „Europäische Föderalisten“.
Zudem war er von 1979 bis 2009 für sechs Legislaturperioden (mit einer Unterbrechung von 1996 bis 1999) Mitglied des Europäischen Parlaments. Von 1979 bis 1984 gehörte er der Technischen Fraktion der Unabhängigen an (als Vorstandsmitglied), danach war er fraktionslos. Von 1994 bis 1996 saß er in der Fraktion der Radikalen Europäischen Allianz, 1999 bis 2001 wieder in der Technischen Fraktion der unabhängigen Abgeordneten und schließlich von 2004 bis 2009 in der liberalen ALDE-Fraktion, deren Vorstandsmitglied er 2004–07 war.

### Transnationale Radikale Partei

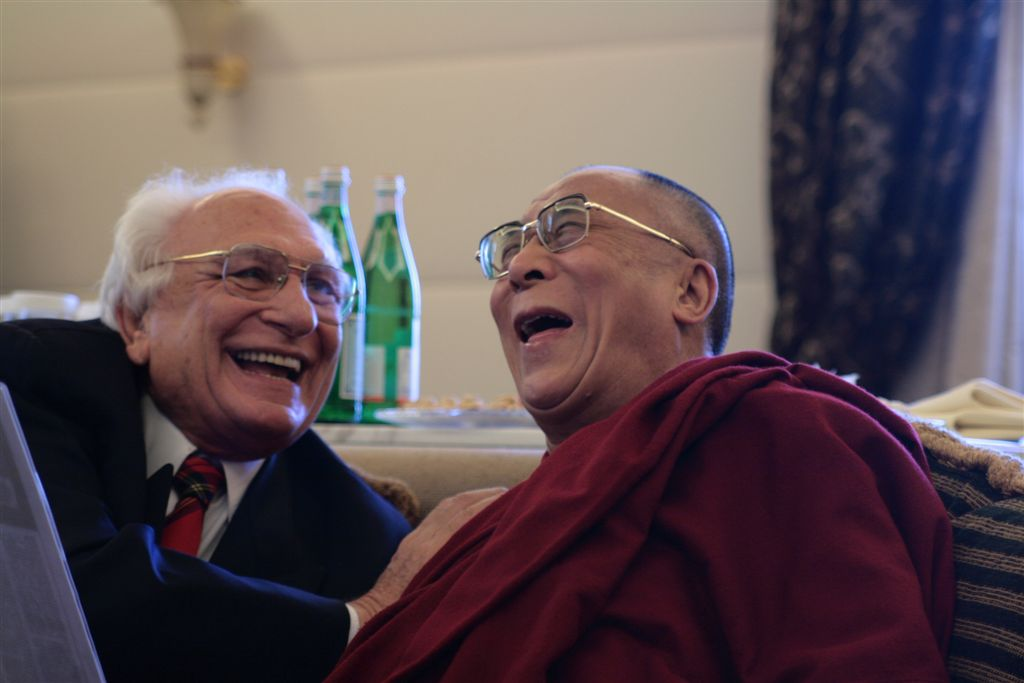
Pannella mit dem Dalai Lama (2007)

1989 trieb er die Umbenennung seiner Partei in Transnationale Radikale Partei (TRP) voran und baute diese nunmehr unter seinem Vorsitz zu einer transnationalen Nichtregierungsorganisation um, die bei den Vereinten Nationen akkreditiert wurde.
Dies bedeutete auch, dass er bei Wahlen nicht länger als Kandidat der TRP antreten durfte, weshalb er und seine Parteikandidaten als Lista Pannella bzw. ab 1999 als Lista Bonino antraten, nach der Ko-Führerin der Radikalen, Emma Bonino. Zur Parlamentswahl 1994 ging die Lista Pannella ein Bündnis mit dem Mitte-rechts-Block Polo delle Libertà unter Führung von Silvio Berlusconis Forza Italia an. Danach blieb sie unabhängig von den beiden politischen Lagern.
Im Jahr 2001 gründeten Pannella, Bonino und weitere Weggefährten (darunter auch Daniele Capezzone und Marco Cappato) unter der Bezeichnung Radicali Italiani (RI) eine neue italienische Partei in der Tradition der PR, die Pannella als italienischen Ableger der TRP verstand. Diese näherte sich 2006 dem Mitte-links-Bündnis L’Unione an. Pannella sprach sich für die Einführung eines reinen Mehrheitswahlrechts aus, was die Herausbildung zweier großer Parteien begünstigen würde. Er begrüßte daher 2007 die Gründung der Partito Democratico (PD) als Sammelpartei des Mitte-links-Spektrums und erklärte seine Kandidatur zur offenen Urwahl des Vorsitzenden der neuen Partei. Eine Mehrheit der Radicali lehnte aber ab, der PD beizutreten, woraufhin auch Pannella in der RI verblieb und von der Wahl des PD-Vorsitzenden ausgeschlossen wurde.
2011 war Pannella Gründungsmitglied der Europäischen Föderalistischen Partei, der er bis zu seinem Tod angehörte.
Im Juli 2015 entzweiten sich Pannella und seine langjährige politische Weggefährtin Emma Bonino, der er auf Radio Radicale vorwarf, sich nicht mehr an der radikalen Basisarbeit zu beteiligen und sich nur noch für den „internationalen Jetset“ zu interessieren. Infolgedessen trennten sich auch die transnationale TRP, deren Vorsitz Pannella bis 2016 innehatte, und die italienische RI unter Vorsitz von Bonino.

### Krankheit und Tod
Als Pannella mit einem Tumor im Krankenhaus lag, erhielt der erklärte Atheist einen Telefonanruf von Papst Franziskus. Nach seiner Entlassung aus dem Krankenhaus sagte er: „Danke, Papst Franziskus! Deine Unterstützung für uns, vor allem in diesem Heiligen Jahr der Barmherzigkeit, ist enorm wichtig und kommt für uns, wie du dir denken kannst, mehr als unerwartet. Wir beide sind Brüder im Geiste, und deine Anteilnahme an den konkreten Problemen der Gesellschaft bewegt uns zutiefst.“ Er starb 2016 an einer erneuten Krebserkrankung.

## Werke (Auswahl)
- Una libertà felice. Mondadori, Mailand 2016.
- Visitare i carcerati (mit Roberto Donadoni). Marcianum Press, Rom/Venedig 2016.